# Adachi Tsubasa
Adachi Tsubasa (足立 翼 Adachi Tsubasa, sinh ngày 6 tháng 9 năm 2000) là một cầu thủ bóng đá người Nhật Bản. Anh thi đấu cho Gamba Osaka.

## Sự nghiệp
Adachi Tsubasa gia nhập câu lạc bộ tại J1 League Gamba Osaka năm 2017.

## Thống kê sự nghiệp
Thành tích đội dự bị
Cập nhật gần đây nhất: 11 tháng 6 năm 2018
| Thành tích câu lạc bộ | Thành tích câu lạc bộ | Thành tích câu lạc bộ | Giải vô địch | Giải vô địch | Tổng cộng | Tổng cộng |
| Mùa giải              | Câu lạc bộ            | Giải vô địch          | Số trận      | Bàn thắng    | Số trận   | Bàn thắng |
| Nhật Bản              | Nhật Bản              | Nhật Bản              | Giải vô địch | Giải vô địch | Tổng cộng | Tổng cộng |
| --------------------- | --------------------- | --------------------- | ------------ | ------------ | --------- | --------- |
| 2017                  | U-23 Gamba Osaka      | J3                    | 17           | 0            | 17        | 0         |
| 2017                  | U-23 Gamba Osaka      | J3                    | 1            | 0            | 1         | 0         |
| Tổng cộng sự nghiệp   | Tổng cộng sự nghiệp   | Tổng cộng sự nghiệp   | 18           | 0            | 18        | 0         |